# Distretto di Landeck
Il distretto di Landeck (in tedesco: Bezirk Landeck) è un distretto amministrativo dello stato del Tirolo, in Austria. Il capoluogo è Landeck.

## Geografia fisica
Il distretto comprende la parte superiore della valle dell'Eno e le valli tributarie di Kaunertal, Stanzer Tal e Paznaun. I gruppi alpini che, almeno in parte, interessano il distretto sono le Alpi Venoste, le Alpi del Silvretta, del Samnaun e del Verwall e le Alpi della Lechtal.

## Geografia antropica

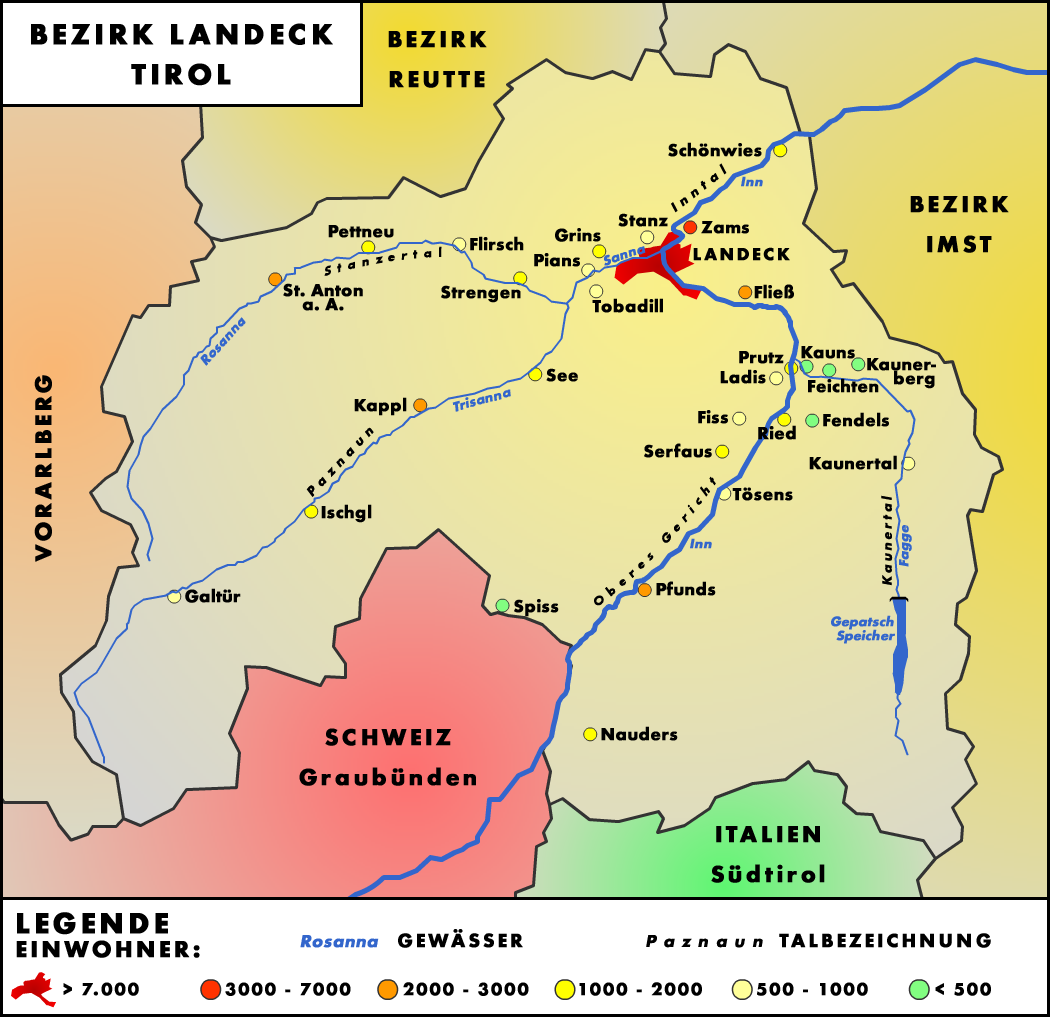
Carta del distretto

### Città
1. Landeck (7.642)

### Comuni mercato
- Il distretto non ha comuni con status di comune mercato

### Comuni
1. Faggen (378)
2. Fendels (258)
3. Fiss (859)
4. Fließ (2.924)
5. Flirsch (941)
6. Galtür (774)
7. Grins (1.295)
8. Ischgl (1.489)
9. Kappl (2.586)
10. Kaunerberg (344)
11. Kaunertal (593)
12. Kauns (447)
13. Ladis (533)
14. Nauders (1.536)
15. Pettneu am Arlberg (1.454)
16. Pfunds (2.488)
17. Pians (819)
18. Prutz (1.670)
19. Ried im Oberinntal (1.212)
20. Sankt Anton am Arlberg (2.523)
21. Schönwies (1.654)
22. See (1.100)
23. Serfaus (1.091)
24. Spiss (143)
25. Stanz bei Landeck (592)
26. Strengen (1.253)
27. Tobadill (522)
28. Tösens (695)
29. Zams (3.388)

(popolazione al 15 maggio 2001)